# Una tromba nello uadi
Una tromba nello uadi (in ebraico חצוצרה בוואדי‎?) è un romanzo dello scrittore israeliano Sami Michael, pubblicato nel 1987.

## Trama
Ambientato nel quartiere arabo di Wadi Nisnas a Haifa nel 1982, il romanzo racconta la storia d'amore tra Huda, araba cristiana, e Alex, ebreo immigrato dalla Russia.

## Adattamenti
L'opera ha avuto cinque adattamenti teatrali in Israele, e nel 2001 ne è stato tratto un film, presentato al Haifa International Film Festival.

## Edizioni
- Sami Michael, Una tromba nello uadi, Giuntina, 2006,  p. 270, ISBN 8880572342.